# Gens Castrinia
La gens Castrinia o Castronia fue una familia romana de finales de la República. Es más conocida por un solo individuo, Lucio Castrinio Peto, mencionado en una carta de Marco Celio Rufo a Cicerón en 51 a. C. Probablemente sea la misma persona que Lucio Castronio Peto, el protagonista del municipium de Luca, que Cicerón recomendó a Marco Junio Bruto en el 46 a. C.